# Тимшор
Тимшор (Тимшер) (на руски: Тимшор, Тимшер) е река в Пермски край на Русия, десен приток на Южна Келтма (ляв приток на Кама). Дължината ѝ е 235 km. Площ на водосборния басейн 2650 km².
Река Тимшер води началото си от южните склонове в източната част на възвишението Северни Ували, на 240 m н.в., в северозападната част на Пермски край. По цялото си протежение тече в северозападната част на края, през безлюдни, силно заблатени райони, заети от гъста смърчова тайга, в горното течение на изток и юг, в средното на югоизток, а в долното на североизток. Влива се отдясно в река Южна Келтма (ляв приток на Кама, ляв приток на Волга), при нейния 15 km, на 117 m н.в. Основен приток Чепец (61 km). Има смесено подхранване с преобладаване на снежното. Замръзва в началото на ноември, а се размразява в края на април. По течението ѝ няма нито едно постоянно населено място.